# 我們 (未上映電影)
《我們》（俄语：Мы）是一部未上映的俄羅斯科幻片，由哈姆雷特·杜連（Гамлет Дульян）執導並與亞歷山大·塔拉（Александр Талал）共同編劇，這也是杜連的長片處女作；電影改編自葉夫根尼·薩米爾欽的同名小說，講述人類的未來世界中生活於一個受體制安排的社會。主演包括伊戈爾·卡列斯科夫（Корешков, Егор Александрович）、伊琳娜·波德卡明斯卡婭（Подкаминская, Елена Ильинична）、菲利普·揚科夫斯基（Янковский, Филипп Олегович）和尤里·科洛科利尼科夫（Колокольников, Юрий Андреевич）。

## 劇情
世界戰爭後的200年未來。人類的殘餘生活在完美的一個國家中。儘管有專制的編號、制服、玻璃房和預定的性生活、幸福和和諧仍在社會中占主導地位。直到編號D-503的太空飛行器人員開始對這個世界產生懷疑。

## 演員
- 伊戈爾·卡列斯科夫（Корешков, Егор Александрович）飾演
- 伊琳娜·波德卡明斯卡婭（Подкаминская, Елена Ильинична）飾演
- 菲利普·揚科夫斯基（Янковский, Филипп Олегович）飾演
- 尤里·科洛科利尼科夫（Колокольников, Юрий Андреевич）飾演熊貓（Панда）

## 製作和發行
《我們》改編自葉夫根尼·薩米爾欽的1920年同名小說，原作被視為反烏托邦作品的先驅。電影為導演哈姆雷特·杜連（Гамлет Дульян）的長片處女作，他也與《日巡者》（2007年）和《黑色閃電》（2009年）編劇亞歷山大·塔拉（Александр Талал）合作編寫劇本。主要拍攝於2018年9月完成。由於COVID-19疫情影響，後製作業一度中斷。《我們》定於2021年秋季上映。2021年11月，《我們》延至2022年9月8日上映；之後再次改檔為2022年12月1日，但仍改檔，再無更新。

## 外部連結
- 互联网电影数据库（IMDb）上《我們》的资料（英文）
- 豆瓣电影上《我們》的資料 （简体中文）